# Hold Tight (пісня Джастіна Бібера)
«Hold Tight» (укр. Тримайся міцно) — пісня канадського співака Джастіна Бібера з його другого компіляційного альбому Journals (2013). Випущена 21 жовтня 2013 року, як третій сингл із серії Бібера «Музичні понеділки», після «Heartbreaker» та «All That Matters» (що випущені відповідно 7 і 14 жовтня).

## Створення та випуск
17 жовтня 2013 року у своєму Instagram Бібер повідомив про випуск пісні «Hold Tight». У публікації він розкрив про що буде пісня і оголосив, що сингл вийде 21 жовтня. Про концепцію пісні Бібер розповів: «Я безнадійний романтик, тому коли я когось люблю, я ніколи не хочу його відпускати. Ця пісня про поспіх, який ви отримуєте, коли маєте таке почуття. Як би ви не старалися, ви не можете відпустити цю людину. Ви просто хочете триматися якомога міцніше. Я спробував захопитися цим.» Автор пісні «Hold Tight» Джейсон "Poo Bear" Бойд в інтерв'ю Джо Коскареллі з Нью-Йорк таймс, що скептично ставився до співпраці з Бібером для «Hold Tight».
Джастін хотів «Grip Tight», пульсуючий, брудний клубний трек, який я підготував для власного сольного проєкту. Я сказав містеру Біберу: "Тобі 18, і це дуже сексуальна пісня. Ти не можеш перейти від співу «Beauty and a Beat» до «Grip Tight», але, очевидно, ніхто ніколи не сказав йому «ні». Ми просто підходили все ближче і ближче. Тоді в моїй голові ввімкнулася лампочка, і мені було начебто, почекай хвилинку, я автор пісень — я завжди можу написати більше пісень.
Джейсон Бойд змінив «Grip Tight» на «Hold Tight», і пісня стала їхньою першою співпрацею.
1 січня 2014 року Джастін Бібер випустив музичне відео на «Hold Tight» на своєму каналі на YouTube. У відео увійшли кадри з концертів Бібера, під час виконання «One Less Lonely Girl» перед живою аудиторією під час його концертного туру Believe Tour Азією. Коли Бібер виконує пісню, він запрошує одну-двох дівчат на сцену, як об'єкт його прихильності або «Lonely Girl» (укр. самотньої дівчини) під час виступу. Він тримає її за руки і міцно обіймає, поки вони обоє на сцені.

## Композиція
«Hold Tight» — R&B-пісня середнього темпу. Лірично, Бібер описує «залежність влади» жіночих губ. Мікаел Вуд з Лос-Анджелес Таймс зазначив, що «Hold Tight», можливо, може вирішити його відносини із Селеною Гомес, коли вони то зустрічаються, то не зустрічаються. Джейсон Ліпшац з Billboard написав, що Бібер «із сумом промовляє кожен склад».

## Відгуки критиків
Пісня отримала загалом неоднозначні відгуки. У більш несприятливому огляді Мелінда Ньюман з HitFix критикувала той факт, що у неї «немає змін у темпі», і вважала, що виконання Бібера здається вимушеним. Вона зробила висновок, що «якщо ви фанат Бібера, який мріє зустрітися з губами хлопчика, ця пісня, ймовірно, допоможе вам».

## Виконання наживо
Бібер виконав пісню під акустичну гітару з Деном Кантером на шоу Wango Tango 2015 та в ефірі французької телепрограми Le Grand Journal (французька телепрограма). Окрім того, «Hold Tight» також була включена до сетлиста світового концертного туру Бібера Purpose World Tour.

## Чарти
| Чарт (2013)                               | Найвища позиція |
| ----------------------------------------- | --------------- |
| Австралія (ARIA)                          | 48              |
| Австрія (Ö3 Austria Top 75)               | 40              |
| Бельгія (Ultratop Flanders)               | 23              |
| Бельгія Urban (Ultratop Flanders)         | 5               |
| Бельгія (Ultratop Wallonia)               | 29              |
| Канада (Canadian Hot 100)                 | 23              |
| Данія (Tracklisten)                       | 1               |
| Франція (SNEP)                            | 46              |
| Німеччина (Official German Charts)        | 56              |
| Нідерланди (Mega Single Top 100)          | 14              |
| Іспанія (PROMUSICAE)                      | 19              |
| Швейцарія (Media Control AG)              | 25              |
| Велика Британія (Official Charts Company) | 28              |
| США (Billboard Hot 100)                   | 29              |

## Сертифікації
| Регіон                                                                                          | Сертифікація | Продажі |
| ----------------------------------------------------------------------------------------------- | ------------ | ------- |
| США (RIAA)                                                                                      | Золотий      | 500 000 |
| *продажі, що базуються лише на сертифікаціях ^відвантаження, що базуються лише на сертифікаціях |              |         |

## Історія випуску
| Країна | Дата           | Формат               | Лейбл          |
| ------ | -------------- | -------------------- | -------------- |
| США    | 21 жовтня 2013 | Цифрове завантаження | Island Records |